# Tour der walisischen Rugby-Union-Nationalmannschaft nach Asien 1975
| Tour der Iren nach Asien 1975 | Tour der Iren nach Asien 1975 | Tour der Iren nach Asien 1975 | Tour der Iren nach Asien 1975 | Tour der Iren nach Asien 1975 |
| Übersicht                     | S                             | G                             | U                             | N                             |
| ----------------------------- | ----------------------------- | ----------------------------- | ----------------------------- | ----------------------------- |
| Sonstige Spiele               | 5                             | 5                             | 0                             | 0                             |
| Gesamt                        | 5                             | 5                             | 0                             | 0                             |

Die Tour der walisischen Rugby-Union-Nationalmannschaft nach Asien 1975 umfasste eine Reihe von Freundschaftsspielen der walisischen Rugby-Union-Nationalmannschaft. Sie reiste im September 1975 durch Japan und Hongkong, wobei sie während dieser Zeit fünf Spiele bestritt. Darunter waren zwei Begegnungen mit der japanischen und eine mit der Hongkonger Nationalmannschaft, die nicht den Status von Test Matches hatten. Hinzu kamen zwei weitere Partien gegen japanische Auswahlteams. Die Waliser konnten sämtliche Spiele für sich entscheiden.

## Spielplan
- Hintergrundfarbe grün = Sieg

(Ergebnisse aus der Sicht von Wales)
| # | Datum              | Gegner             | Ort          | Stadion               | Ergebnis |
| - | ------------------ | ------------------ | ------------ | --------------------- | -------- |
| 1 | 10. September 1975 | Hongkong           | Hongkong     | Hong Kong Stadium     | 57:3     |
| 2 | 15. September 1975 | Waseda-Universität | Tokio        | Nationalstadion       | 32:2     |
| 3 | 18. September 1975 | Japan A            | Osaka        | Nagai Stadium         | 34:7     |
| 4 | 21. September 1975 | Japan              | Higashiōsaka | Hanazono-Rugbystadion | 56:12    |
| 5 | 24. September 1975 | Japan              | Tokio        | Nationalstadion       | 82:6     |

## Länderspiele
(nicht als Test Matches gewertet)
| 10. September 1975 | Hongkong       | 3 : 57  | Wales | Hong Kong Stadium, Hongkong Zuschauer: 7000 |
| 10. September 1975 | Straftritte: 1 | Bericht | Versuche: Bennett Blyth M. Davies Evans (2) Fenwick Price Thomas JJ Williams Erhöhungen: Bennett (7) Straftritte: Bennett | Hong Kong Stadium, Hongkong Zuschauer: 7000 |

| 21. September 1975 | Japan                   | 12 : 56        | Wales | Hanazono-Rugbystadion, Higashiōsaka Zuschauer: 15.000 Schiedsrichter: Norman Sanson (Schottland) |
| 21. September 1975 | Straftritte: Ueyama (4) | (9:26) Bericht | Versuche: Bevan G. Davies (2) Evans (2) Gravell (2) Shell JJ Williams (2) Erhöhungen: Fenwick (5) Straftritte: Fenwick (2) | Hanazono-Rugbystadion, Higashiōsaka Zuschauer: 15.000 Schiedsrichter: Norman Sanson (Schottland) |

| 24. September 1975 | Japan                   | 6 : 82         | Wales | Nationalstadion, Tokio Zuschauer: 55.000 Schiedsrichter: Norman Sanson (Schottland) |
| 24. September 1975 | Straftritte: Ueyama (2) | (6:35) Bericht | Versuche: Bennett (2) G. Davies (2) M. Davies Faulkner Gravell Price (2) JJ Williams (2) JPR Williams (3) Erhöhungen: Bennett (10) Straftritte: Bennett (2) | Nationalstadion, Tokio Zuschauer: 55.000 Schiedsrichter: Norman Sanson (Schottland) |